# Cyndi Lauper
Pour les articles homonymes, voir Lauper.
Cyndi Lauper, de son vrai nom Cynthia Lauper (née le 22 juin 1953 à New York), est une chanteuse, compositrice, actrice et activiste américaine. Sa carrière commence début des années 1980. Son album She's So Unusual (1983) est le premier d'une artiste féminine à atteindre les quatre premières places du Billboard Hot 100 - Girls Just Want to Have Fun, Time After Time, She Bop, et All Through the Night - et vaut à Cyndi le Grammy Award du meilleur nouvel artiste aux 27e Grammy Awards en 1985. Son succès se poursuit avec la bande originale du film Les Goonies et son deuxième album True Colours (1986). Ce dernier comprenait la chanson-titre qui devint le single numéro un.
Depuis 1983, elle a sorti onze albums studio et participé à de nombreux autres projets, dont le double album The Wall Live in Berlin de Roger Waters en 1990. En 2010, Memphis Blues devient l'album de blues le plus réussi de l'année selon Billboard, restant au numéro un du Billboard Blues Albums Chart pendant treize semaines consécutives. En 2013, elle remporte le Tony Award de la meilleure partition originale pour la composition de la comédie musicale de Broadway, Kinky Boots, ce qui en fait la première femme à remporter la catégorie par elle-même. La comédie musicale reçoit aussi cinq autres Tony, dont le Tony Award du meilleur nouveau musical. En 2014, Cyndi reçoit le Grammy Award du meilleur album de théâtre musical pour l'enregistrement de la distribution. En 2016, la production du West End remporte le prix de la « meilleure nouvelle comédie musicale » aux Laurence Olivier Awards.
Cyndi Lauper compte plus de 50 millions de disques vendus dans le monde, et remporte des prix aux Grammys, Emmys, Tonys, aux Outer Critics Circle de New York, aux MTV Video Music Awards (VMA), aux Billboard Awards et aux American Music Awards (AMA). Intronisée au Songwriters Hall of Fame et au Hollywood Walk of Fame, le 4 novembre 2016 elle obtient son Walk of fame,. Elle est l'une des rares chanteuses à remporter trois des quatre grands prix américains du divertissement (EGOT). Elle remporte aussi le premier prix de la « meilleure vidéo féminine » aux VMA de 1984 pour 'Girls Just Want to Have Fun'. Ce clip est reconnu par MTV, VH1 et Rolling Stone comme l'un des « meilleurs clips de l'époque »,,,. Elle est présente dans l'exposition Women Who Rock du Rock and Roll Hall of Fame Museum. Son premier album est inclus dans la liste de Rolling Stone des 500 plus grands albums de tous les temps, tandis que 'Time After Time' est inclus dans la liste de VH1 des 100 meilleures chansons des 25 dernières années. VH1 classe Cyndi Lauper à la 58e place des 100 plus grandes femmes du Rock & Roll.
Cyndi Lauper est connue pour son image, avec différentes couleurs de cheveux et de vêtements excentriques, et pour sa capacité de chant de quatre octaves.
Elle est aussi célébrée pour son travail humanitaire, en particulier en tant que défenseuse des droits des lesbiennes, gays, bisexuels et transgenres aux États-Unis. Ses efforts caritatifs sont reconnus en 2013 lorsqu'elle est invitée à assister à l'inauguration du deuxième mandat du président américain Barack Obama.

## Biographie

### Jeunesse
Cynthia Ann Stephanie Lauper est née le 22 juin 1953 à Brooklyn dans une famille catholique. Son père Fred, est d'origine allemande et suisse (canton de Schaffhouse). Sa mère Catrine (née Gallo), est une italo-américaine de Sicile. Les frères et sœurs de Cyndi sont, son frère cadet Fred (surnommé Butch) et sa sœur aînée, Ellen. Les parents de Cyndi divorcent quand elle a cinq ans. Sa mère se remarie et divorce à nouveau.
Elle grandit dans le quartier d'Ozone Park du Queens et, enfant, écoute des artistes tels que les Beatles et Judy Garland. À 12 ans, elle commence à écrire des chansons et à jouer sur la guitare acoustique donnée par sa sœur,.
Elle s'exprime avec différentes couleurs de cheveux, de vêtements excentriques et suit même les conseils d'un ami pour orthographier son nom en "Cyndi" plutôt que "Cindy". Son style non conventionnel déplaît aux élèves de sa classe, qui lui jettent des pierres.
Cyndi Lauper étudie à la Richmond Hill High School, mais est expulsée bien qu'ayant obtenu son GED,. Elle quitte la maison à 17 ans, pour échapper à son beau-père violent. Elle a l'intention d'étudier l'art. Son voyage la conduit au Canada, elle y passe deux semaines dans les bois avec son chien Sparkle, pour se retrouver. Elle part pour le Vermont, où elle prend des cours d'art au Johnson State College et subvient à ses besoins.
Au début des années 1970, elle se produit en tant que chanteuse avec divers groupes-hommages. Bien qu'elle se produise sur scène, Cyndi n'est pas heureuse de chanter des reprises. En 1977, Cyndi endommage ses cordes vocales et reste un an sans chanter. Les médecins lui disent qu'elle ne chantera plus jamais, mais elle retrouve sa voix avec l'aide de la coach vocale Katie Agresta.

### Blue Angel (1980-1982)
En 1978, Cyndi rencontre le saxophoniste John Turi par l'intermédiaire de son manager Ted Rosenblatt. Turi et elle forment un groupe nommé Blue Angel et enregistrent une démo de musique originale. Steve Massarsky, manager du The Allman Brothers Band, entend la bande et aime la voix de Lauper. Il propose un contrat de 5 000 $ aux Blue Angel et devient leur manager.
Cyndi Lauper reçoit des offres d'enregistrement en tant qu'artiste solo, mais refuse, voulant que le groupe soit inclus dans tout accord. Blue Angel est finalement signé par Polydor Records et sort un album éponyme en 1980. Elle déteste la couverture de l'album, disant que cela la faisait ressembler à Big Bird, mais le magazine Rolling Stone l'a plus tard incluse comme l'une des 100 meilleures couvertures d'albums de new wave (2003). Malgré les éloges de la critique, l'album se vend mal et le groupe se sépare. Les membres de Blue Angel se disputent avec Massarsky et finissent par le licencier. Il dépose alors une plainte de 80 000 $ contre eux, ce qui conduit Cyndi Lauper à la faillite. Elle perd temporairement sa voix du fait d'un kyste inversé dans sa corde vocale.
Après la séparation de Blue Angel, Cyndi Lauper passe du temps, en raison de ses problèmes financiers, travaille dans des magasins, est serveuse à l'IHOP , qu'elle quitte après avoir été rétrogradée comme hôtesse lorsque le manager l'a harcelée sexuellement) et à chanter dans des clubs locaux, surtout au El Sombrero. Les critiques de musique l'ayant vu jouer avec Blue Angel pensent qu'elle a un potentiel de star pour sa capacité vocale de quatre octaves. En 1981, alors qu'elle chante dans un bar de New York, Cyndi rencontre David Wolff, qui devient son manager et lui signe un contrat d'enregistrement avec Portrait Records, une filiale d' Epic Records.

### She's So Unusual(1983-1985)

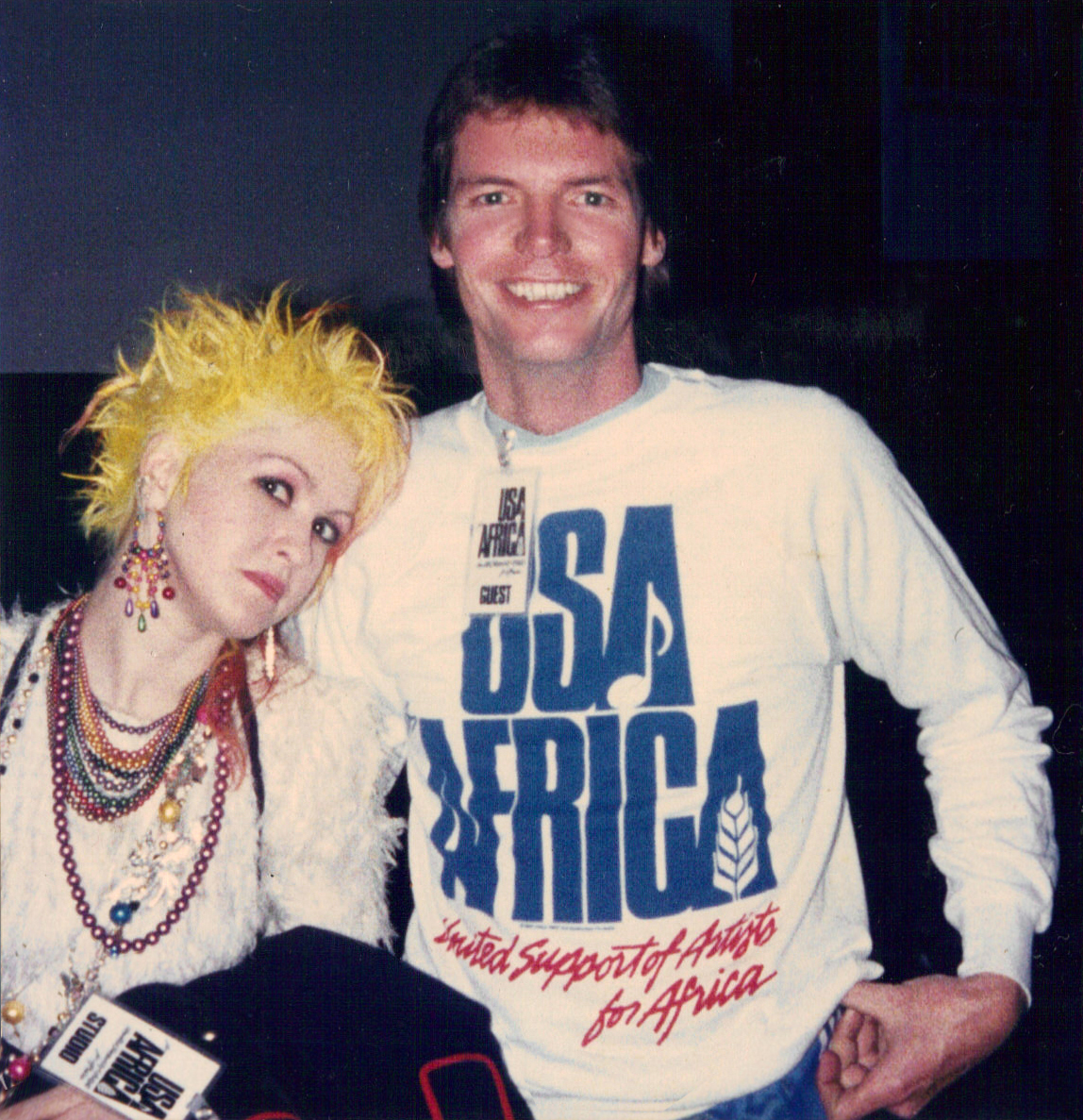
Cyndi Lauper lors de l'enregistrement de la chanson We Are the World.

Le 14 octobre 1983, Cyndi Lauper sort son premier album solo, She's So Unusual. Il atteint la 4e place des charts américains et devient un succès mondial. Les principaux musiciens studio sont Eric Bazilian et Rob Hyman (de The Hooters), Rick Chertoff, Richard Termini et Peter Wood. Lauper devient populaire auprès des adolescents et des critiques, en partie en raison de son image punk hybride, conçue par le styliste Patrick Lucas. Cyndi Lauper co-écrit quatre chansons de She's So Unusual, dont les tubes 'Time After Time' et 'She Bop'. Sur les chansons qu'elle n'a pas écrites, elle change parfois les paroles dont celles de 'Girls Just Want to Have Fun'. Elle trouvait les paroles originales misogynes, et réécrit la chanson en hymne pour les jeunes femmes. Le deuxième single de l'album, Time After Time, co-écrit par Cyndi et Rob Hyman, atteint la première place du Billboard Hot 100. La chanson devient disque d'or avec 500 000 exemplaires vendus, et est ensuite reprise par Miles Davis sur son album You're Under Arrest avec Sting. L'album contient cinq reprises, dont la chanson new wave de The Brains Money Changes Everything (no 27 du Billboard Hot 100) et When You Were Mine de Prince. L'album consacre Cyndi Lauper la première femme à obtenir quatre singles parmi les cinq premiers du Billboard Hot 100. Le LP reste dans le Top 200 des classements plus de 65 semaines et s'est vendu à 16 millions d'exemplaires dans le monde,.
Elle remporte le Grammy Award du meilleur nouvel artiste en 1985. She's So Unusual reçoit également des nominations pour l'album de l'année, le disque de l'année, la meilleure performance vocale féminine (pour 'Girls Just Want to Have Fun') et la chanson de l'année (pour 'Time After Time'). Elle porte presque une livre de colliers lors de sa cérémonie de remise des prix. L'album remporte également le Grammy Award du Meilleur packaging décerné à la directrice artistique Janet Perr,.
La vidéo de Girls Just Want to Have Fun remporte le prix de la meilleure vidéo féminine aux MTV Video Music Awards 1984 et fait de Cyndi une incontournable de MTV. Apparue deux fois sur la couverture de People, elle est nommée la femme de l'année de Ms. en 1985.
En 1985, elle participe au single de collecte de fonds pour la lutte contre la famine en Afrique, We Are the World, vendu à plus de 20 millions d'exemplaires.
Cyndi Lauper apparaît avec le catcheur Hulk Hogan, qui joue son « garde du corps » et fait également en 1984 et 1985 un certain nombre d'apparitions dans des galas de catch de la World Wrestling Federation. Elle joue la manager de Wendi Richter lors du premier WrestleMania. Dave Wolff, le petit ami et manager de Lauper, fan de catch qui conçoit  la connexion rock et catch (Rock'n'Wrestling en anglais).
En 1985, elle sort le single 'The Goonies 'R' Good Enough', de la bande originale du film Les Goonies, et une vidéo d'accompagnement qui présente plusieurs stars de la lutte. La chanson devient numéro 10 du Billboard Hot 100.

### True ColorsetVibes(1986-1988)

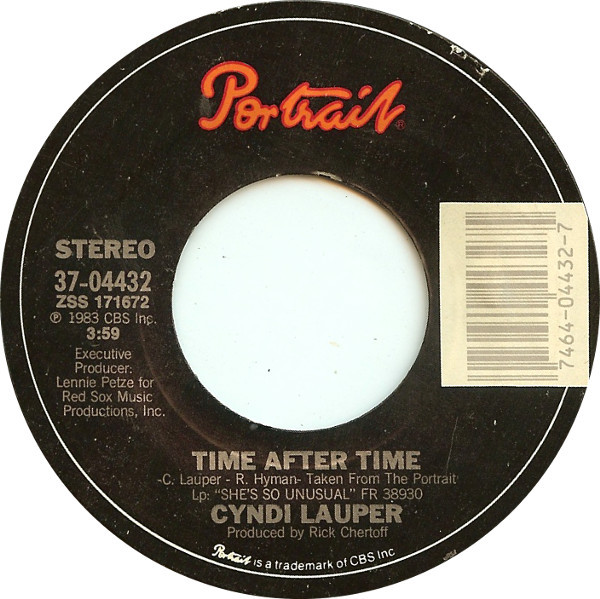
Image du vinyle de la chanson Time After Time.

Cyndi reçoit deux nominations aux Grammy Awards 1986 : meilleure performance vocale féminine pour 'What a Thrill' et meilleur vidéoclip long pour Cyndi Lauper in Paris.
Elle sort son deuxième album, True Colours en 1986. Il entre dans le Billboard 200 à la 42e place et se vend à 2 millions d'exemplaires aux États-Unis. En 1986, elle apparaît sur l'album de Billy Joel The Bridge, avec une chanson intitulée 'Code of Silence'. Elle est créditée d'avoir écrit les paroles avec Billy et chante en duo avec lui. La même année, Cyndi chante également la bande-originale de la série Pee-wee's Playhouse, sous le nom de Ellen Shaw. En 1987, David Wolff produit un film du concert de Cyndi intitulé Cyndi Lauper in Paris qui est diffusé sur HBO.
Elle fait ses débuts au cinéma en août 1988 dans la comédie décalée Enquête en tête, aux côtés de Jeff Goldblum, Peter Falk et Julian Sands. Elle joue une médium à la recherche d'une ville d'or en Amérique du Sud. Pour se préparer à ce rôle, elle suit quelques cours d'ondulation des doigts et de coiffure à la Robert Fiancé School of Beauty de New York et étudie avec quelques médiums de Manhattan. Le film ne fonctionne pas et est mal reçu par les critiques, mais sera plus tard considéré comme un classique culte,.
Cyndi Lauper contribue à une chanson intitulée 'Hole in My Heart (All the Way to China)' pour la bande originale de Enquête en tête, mais la chanson n'est pas incluse dans le film. Un clip est publié, une aventure comique et énergique à travers une blanchisserie chinoise. La chanson atteint la 54ième place des charts américains mais s'en sort mieux en Australie, atteignant la place no 8. Hole in My Heart (All the Way to China) devient la chanson d'ouverture de sa tournée australienne de 2008.

### A Night to Rememberet mariage (1989–1992)
A Night to Remember - le troisième album de Cyndi Lauper - sort au printemps 1989. L'album n'a qu'un seul single qui fonctionne, le no 6, celui de la chanson I Drove All Night, enregistré à l'origine par Roy Orbison, trois ans avant sa mort le 6 décembre 1988. Elle reçoit une nomination aux Grammy Awards pour la meilleure performance vocale féminine en 1990 pour cette chanson, mais les ventes globales de A Night to Remember sont moins bonnes que pour les deux précédents albums. Le clip de la chanson My First Night Without You est l'un des premiers à être sous-titré pour les malentendants.
Le 21 juillet 1990, elle rejoint Roger Waters et d'autres artistes sur scène en interprétant Another Brick in the Wall, Part II dans le cadre du concert The Wall à Berlin. Dans ce cadre, elle interprète également 'The Tide Is Turning' avec Waters, Joni Mitchell, Bryan Adams, Paul Carrack et Van Morrison.
En raison de son amitié avec Yoko Ono, elle participe au concert hommage à John Lennon en mai 1990 à Liverpool, interprétant la chanson des Beatles 'Hey Bulldog' et la chanson de John Lennon 'Working Class Hero'. Elle participe également au projet de Yoko et du fils de John Lennon, Sean, intitulé « The Peace Choir », interprétant une nouvelle version de 'Give Peace a Chance' de Lennon.
Le 24 novembre 1991, elle épouse l'acteur David Thornton.
En 1992 elle interprète The World Is Stone pour l'adaptation anglophone de l'opéra rock Starmania.

### Hat Full of StarsetTwelve Deadly Cyns(1993–1995)
Le quatrième album de Cyndi Lauper, Hat Full of Stars, sort en juin 1993 et est salué par la critique, mais ne fonctionne pas commercialement, sans le soutien de son label. L'album, qui aborde des sujets tels que l'homophobie, la violence conjugale, le racisme et l'avortement, se vend à moins de 120 000 exemplaires aux États-Unis et atteint seulement le 112e des charts américains. La vidéo de la chanson 'Sally's Pigeons' présente Julia Stiles alors inconnue en tant que jeune Cyndi.
En 1993, elle revient à la comédie, incarnant la secrétaire timide de Michael J. Fox dans Graine de star. Elle remporte également un Emmy Award pour son rôle de Marianne Lugasso dans la sitcom Dingue de toi.

### Maternité etSisters of Avalon(1996-2000)

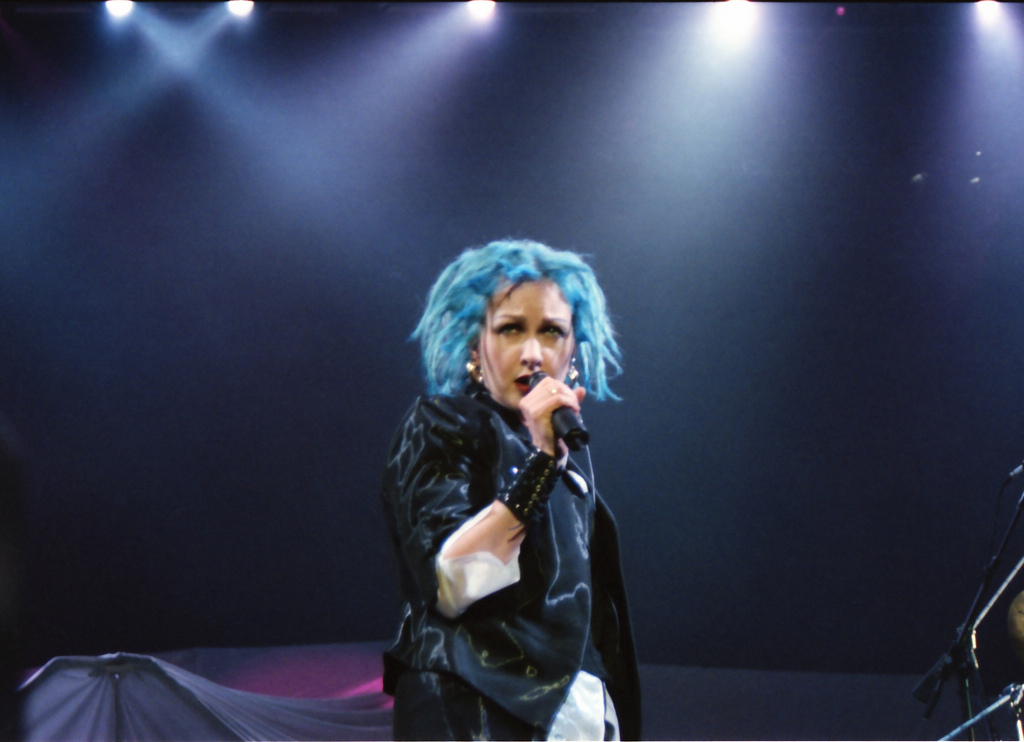
Cyndi Lauper en 2000.

Le 19 novembre 1997, elle donne naissance à son fils Declyn Wallace Thornton. Son cinquième album, Sisters of Avalon, sort  au Japon en 1996,  puis ailleurs en 1997. L'album est écrit et produit avec l'aide de Jan Pulsford (son claviériste) et du producteur Mark Saunders. Comme dans Hat Full of Stars, certaines chansons de Sisters of Avalon abordent des thèmes sombres. La chanson Ballad of Cleo and Joe aborde les complications de la double vie d'une drag queen. La chanson Say a Prayer est écrite pour une de ses amies décédée du SIDA. Unhook the Stars est utilisé dans le film éponyme. Encore une fois, sans le soutien de son label, l'album ne fonctionne pas en Amérique, passe une seule semaine dans les charts du Billboard à la place 188. Cet album suscite également de nombreux éloges de la part de la critique, notamment le magazine People, qui déclare qu'il s'agit de la « nourriture des années 90 pour le corps et l'esprit. Lauper met en scène, nous fait nous sentir concernés, nous donne de l'espoir. »
Le 17 janvier 1999, elle apparaît sous ses propres traits dans l'épisode des Simpsons Wild Barts Can't Be Broken, chantant l'hymne national sur la mélodie de 'Girls Just Want to Have Fun'. La même année, elle sert en ouverture de la tournée Do You Believ? de Cher aux côtés de Wild Orchid. Elle joue également dans les films Mrs Parker et le cercle vicieux et Les Opportunistes.

### ShineetAt Last(2001–2004)
Le 12 octobre 2000, Cyndi Lauper participe à l'émission de télévision Women in Rock, Girls with Guitars avec Ann Wilson de Heart et avec le groupe de filles Destiny's Child. Un CD des chansons jouées est diffusé exclusivement dans les magasins Sears du 30 septembre au 31 octobre 2001 et est commercialisé comme collecte de fond pour la lutte contre le cancer du sein.
En 2002, Sony sort un best-of CD, The Essential Cyndi Lauper. Elle sort également un album de reprises avec Sony / Epic Records intitulé At Last en 2003. At Last reçoit une nomination aux Grammy Awards 2005 du Meilleur arrangement instrumental accompagnant le(s) chanteur(s) pour 'Unchained Melody'. Le CD est un succès commercial, avec 4,5 millions de disques vendus.
En avril 2004, elle se produit lors du concert caritatif de VH1 intitulé  Divas Live 2004 aux côtés d'Ashanti, Gladys Knight, Jessica Simpson, Joss Stone et Patti LaBelle, en soutien à la Save the Music Foundation.

### The Body Acoustic(2005–2007)
En 2005, dans le cadre d'un nouveau contrat avec Sony Music, Cyndi Lauper sort The Body Acoustic, un album qui présente des réinterprétations acoustiques de chansons de son répertoire. L'album comprenait également deux nouvelles chansons dont "Above the Clouds". Les artistes invités de l'album comprenaient Shaggy, Ani DiFranco, Adam Lazzara de Taking Back Sunday, Jeff Beck, Puffy AmiYumi, Sarah McLachlan et Vivian Green . "Time After Time" avec Sarah McLachlan figure sur les charts Billboard Adult Contemporary.
Elle fait des apparitions dans l'émission à succès de Showtime Queer As Folk en 2005, réalise une publicité pour l'édition Totally 80s du jeu de société Trivial Pursuit en 2006, est juge aux 6e Annual Independent Music Awards et fait ses débuts à Broadway dans la pièce nommée aux Tony Awards, L'Opéra de quat'sous dans le rôle de Jenny. Elle joue avec Shaggy, Scott Weiland de Velvet Revolver / Stone Temple Pilots, Pat Monahan de Train, Ani DiFranco et The Hooters dans la l'émission spéciale de VH1 Classics, Decades Rock Live . En 2006, elle chante 'Message To Michael' avec Dionne Warwick et 'Beecharmer' avec Nellie McKay sur l'album Pretty Little Head de McKay.
Le 16 octobre 2006, Cyndi est intronisée au Long Island Music Hall of Fame.

### Bring Ya to the Brink(2008–2009)

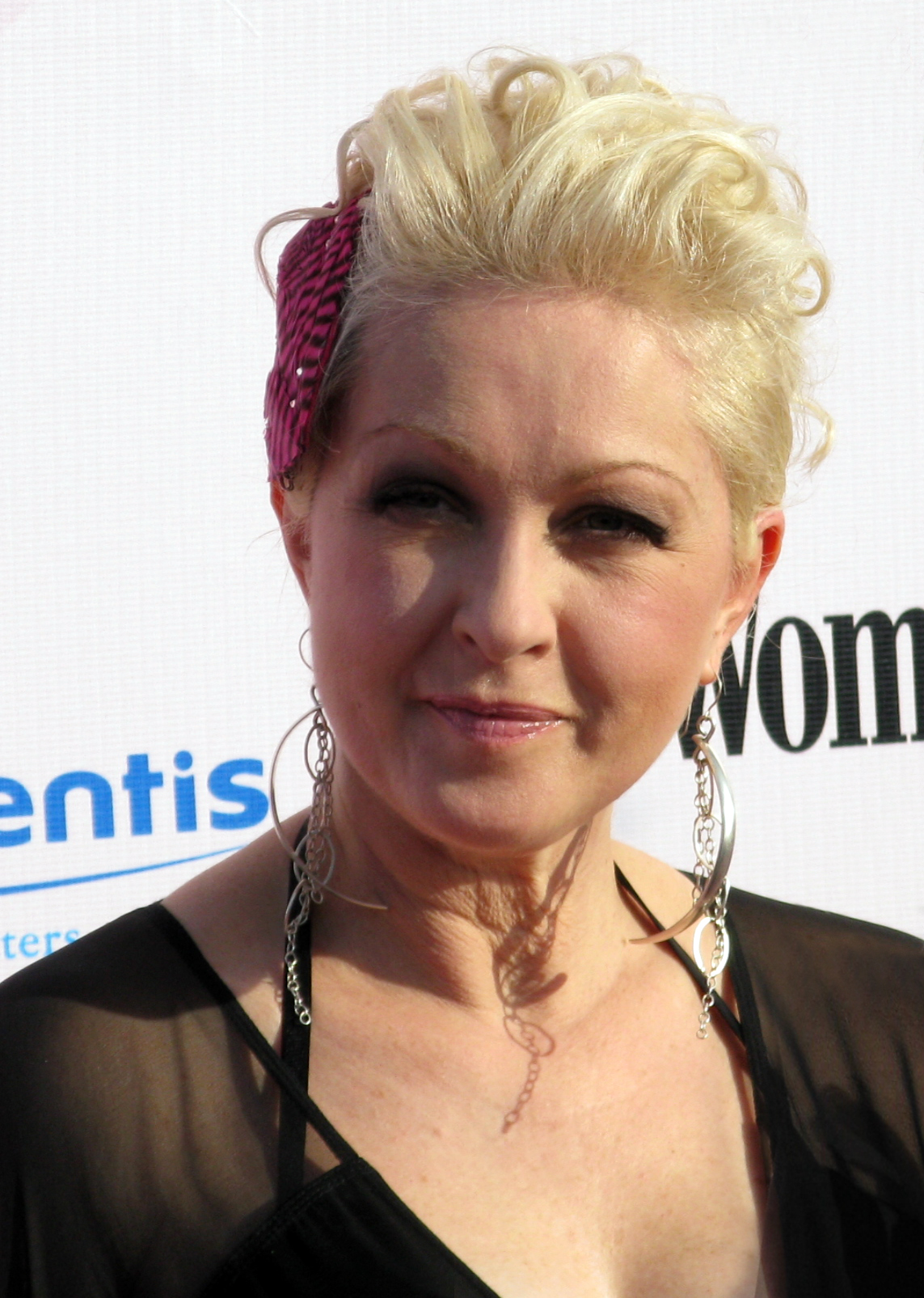
Cyndi Lauper sur le tapis rouge de Frosted Pink With a Twist en 2008.

Cyndi Lauper publie son sixième album studio Bring Ya to the Brink le 27 mai 2008, aux influences Dance/Électronique, en collaboration avec les dj et artistes de danse The Scumfrog, Basement Jaxx, Digital Dog, Dragonette, Kleerup and Axwell. En 2008, la chanteuse Becca contribue à l'album We Love Cyndi - Tribute to Cyndi Lauper, publié en hommage à Cyndi Lauper.
En 2009, elle joue un rôle et écrit une chanson pour le film serbe Here and There, qui met en vedette son mari, David Thornton.
Les autres projets pour 2008 comprennent la tournée True Colours et un duo de Noël avec le groupe suédois The Hives, intitulé A Christmas Duel. La chanson sort en CD et en vinyle 7" en Suède. Lauper chante également au festival Girls Night Out, en tête d'affiche avec Rosie O'Donnell.
Les apparitions télévisées de Cyndi Lauper en 2009 comprennent le feuilleton américain As the World Turns et son interprétation de Time After Time en duo avec Allison Iraheta lors de la finale de la saison 8 de l'émission à succès American Idol. Elle fait un duo avec Leona Lewis sur VH1 Divas le 19 septembre 2009, en chantant 'True Colours', et joue un sketch comique avec Eminem au MTV VMA en septembre 2009. Elle obtient le rôle d'Avalon Harmonia, une voyante, dans la saison 5 de Bones.

### The Celebrity Apprenticeet ses mémoires (2010–2012)
En janvier 2010, Mattel sort une poupée Barbie Cyndi Lauper dans le cadre de sa série Ladies of the 80s.
En mars 2010, elle apparaît dans The Celebrity Apprentice sur NBC, se classant sixième. Elle chante aussi une chanson de son nouvel album Memphis Blues lors de la finale en direct de l'émission.
Memphis Blues - le 7e album studio de Cyndi Lauper - sort le 22 juin 2010 et fait ses débuts sur le palmarès Billboard Blues Albums à la 1re place, et à la 26e du Billboard Top 200. L'album est resté numéro 1 des albums de blues pendant 14 semaines consécutives ; Memphis Blues est nommé pour le meilleur album de blues traditionnel aux Grammy Awards 2011.
Elle fait l'actualité internationale en mars 2011 pour une performance impromptue de Girls Just Want to Have Fun en attendant un vol retardé à l'Aéroport Jorge-Newbery à Buenos Aires. Une vidéo est ensuite publiée sur YouTube,.
En novembre 2011, elle sort deux singles de Noël exclusifs sur iTunes. Le premier est une reprise inspirée des classiques du blues 'Blue Christmas' d' Elvis Presley, et la seconde est une nouvelle version de 'Home for the holidays' en duo avec Norah Jones. En juin 2012, elle fait sa première apparition pour la WWE en 27 ans, afin de promouvoir le 1000e épisode de WWE Raw qui rend hommage à Lou Albano.
En 2012, elle publie A Memoir, un livre autobiographique qui figure parmi les meilleures ventes selon une liste établie par The New York Times. Cet ouvrage détaille sa lutte contre la maltraitance des enfants et la dépression. 

### Songwriters Hall of Fame (2013–2015)

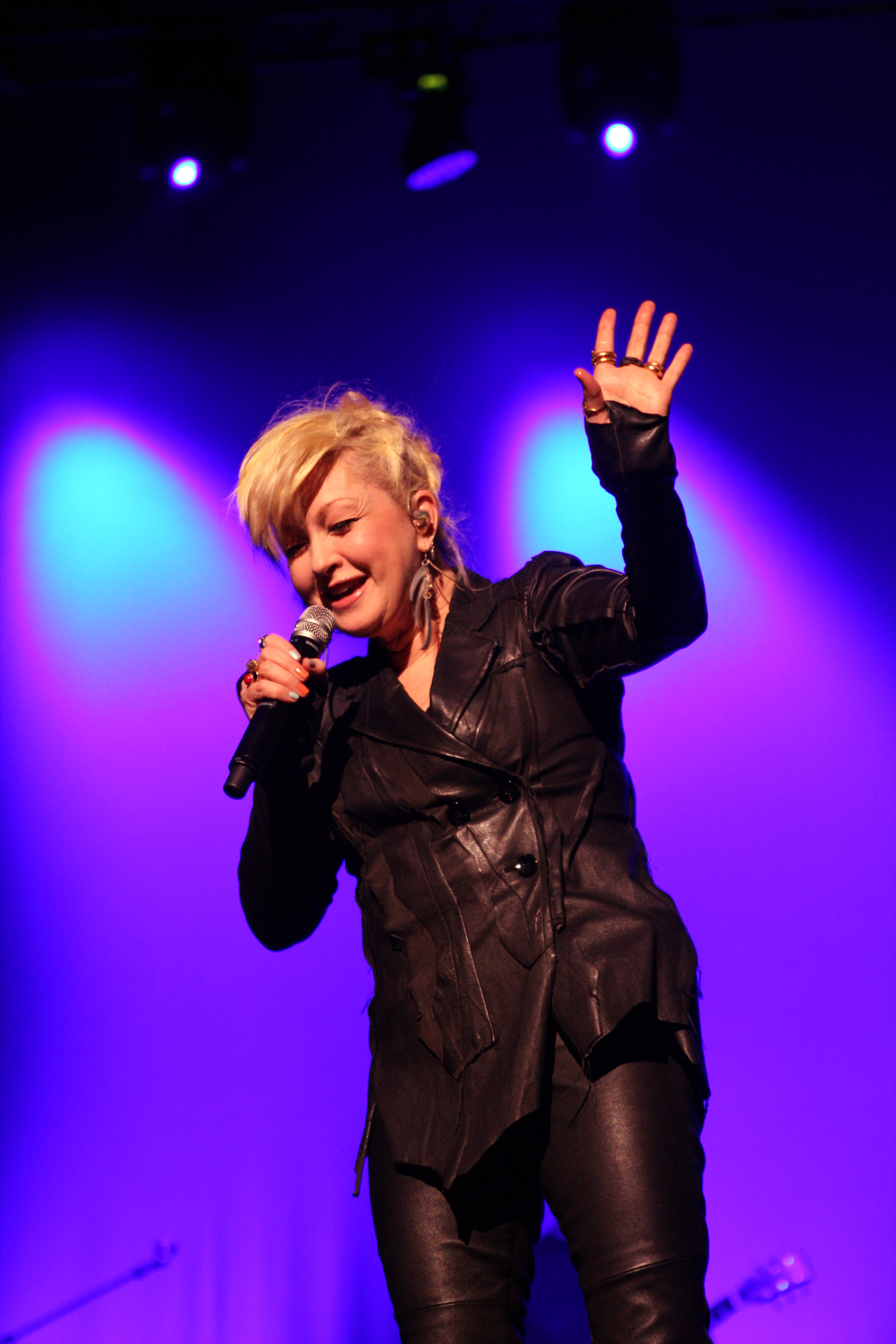
Cyndi Lauper au Sydney State Theater en 2011.

Cyndi compose la musique et les paroles de la comédie musicale de Broadway Kinky Boots, avec Harvey Fierstein qui écrit le livre. La comédie musicale est basée sur le film indépendant éponyme de 2006. La première a lieu à Chicago en octobre 2012 et à Broadway au théâtre Al Hirschfeld le 4 avril 2013. En mai, elle remporte un prix pour la meilleure composition lors de la 63e cérémonie annuelle des Outer Critics Circle Awards. La comédie musicale marque les Tony Awards 2013, avec 13 nominations et six victoires, dont celle de la meilleure comédie musicale et du meilleur acteur dans une comédie musicale ainsi que celui de la meilleure partition originale. Elle est aussi la première femme à gagner en solo dans cette catégorie. Après six ans et 2507 représentations, Kinky Boots prend fin à Broadway le 7 avril 2019. Il s'agit de la 25e comédie musicale la plus longue de Broadway et a rapporté 297 millions de dollars.
À l'été 2013, pour célébrer le 30e anniversaire de son premier album She's So Unusual, elle entame une tournée internationale couvrant l'Amérique et l'Australie. Le spectacle est composé d'un mélange des chansons favorites des fans et de l'intégralité du disque She's So Unusual. Elle est aussi invitée sur 36 dates de la tournée de Cher, Dressed to Kill, à partir du 23 avril 2014,,.
Cyndi Lauper présente le Grammy Pre-Telecast au Nokia Theatre, à Los Angeles, le 26 janvier où elle reçoit ensuite un Grammy pour Kinky Boots (meilleur album de théâtre musical).
En avril, elle publie l'édition du 30e anniversaire de She's So Unusual via Epic Records qui comporte une version remasterisée de l'album original plus trois nouveaux remixes. L'édition Deluxe comporte des morceaux bonus tels que des démos et un enregistrement en direct ainsi qu'une découpe 3D de la chambre présentée dans le clip vidéo Girls Just Want to Have Fun avec un ensemble d'autocollants réutilisables.
Le 25 septembre 2014, dans le cadre de la série Shine a Light du Today Show, elle réenregistre 'True Colours' en mashup avec 'Brave' de Sara Bareilles pour sensibiliser et aider les enfants aux prises avec le cancer.
Le Songwriters Hall of Fame inclut Lauper dans sa liste de nominations en octobre 2014. En octobre également, le quatrième concert caritatif Home for the Holidays (fondation de Lauper pour les jeunes homosexuels sans abri) est annoncé. Les participants comprennent 50 Cent et Laverne Cox avec 100% du produit net revenant à True Colors United.
Pour promouvoir son travail avec la National Psoriasis Foundation et Novartis et révéler qu'elle-même souffre de psoriasis depuis cinq ans, Cyndi apparaît au Today Show en juillet 2015. Au cours de l'interview, Cyndi révèle qu'elle travaille sur un projet avec Seymour Stein. Plus tard, il est annoncé dans une interview avec Rolling Stone qu'elle travaille sur un album country avec Tony Brown et Seymour Stein en tant que producteur exécutif.
Le 30 août 2017, les auteurs-compositeurs Benny Mardones et Robert Tepper poursuivent Cyndi Lauper pour avoir repris des éléments de leur chanson 'Into the Night' pour la dernière chanson de Kinky Boots 'Raise You Up'. En août 2019, une lettre déposée par l'avocat de Mardones déclare que toutes les parties concernées se sont convenues en principe pour régler l'affaire. Aucun détail supplémentaire n'est donné à l'époque.

### Détouret plus (depuis 2016)

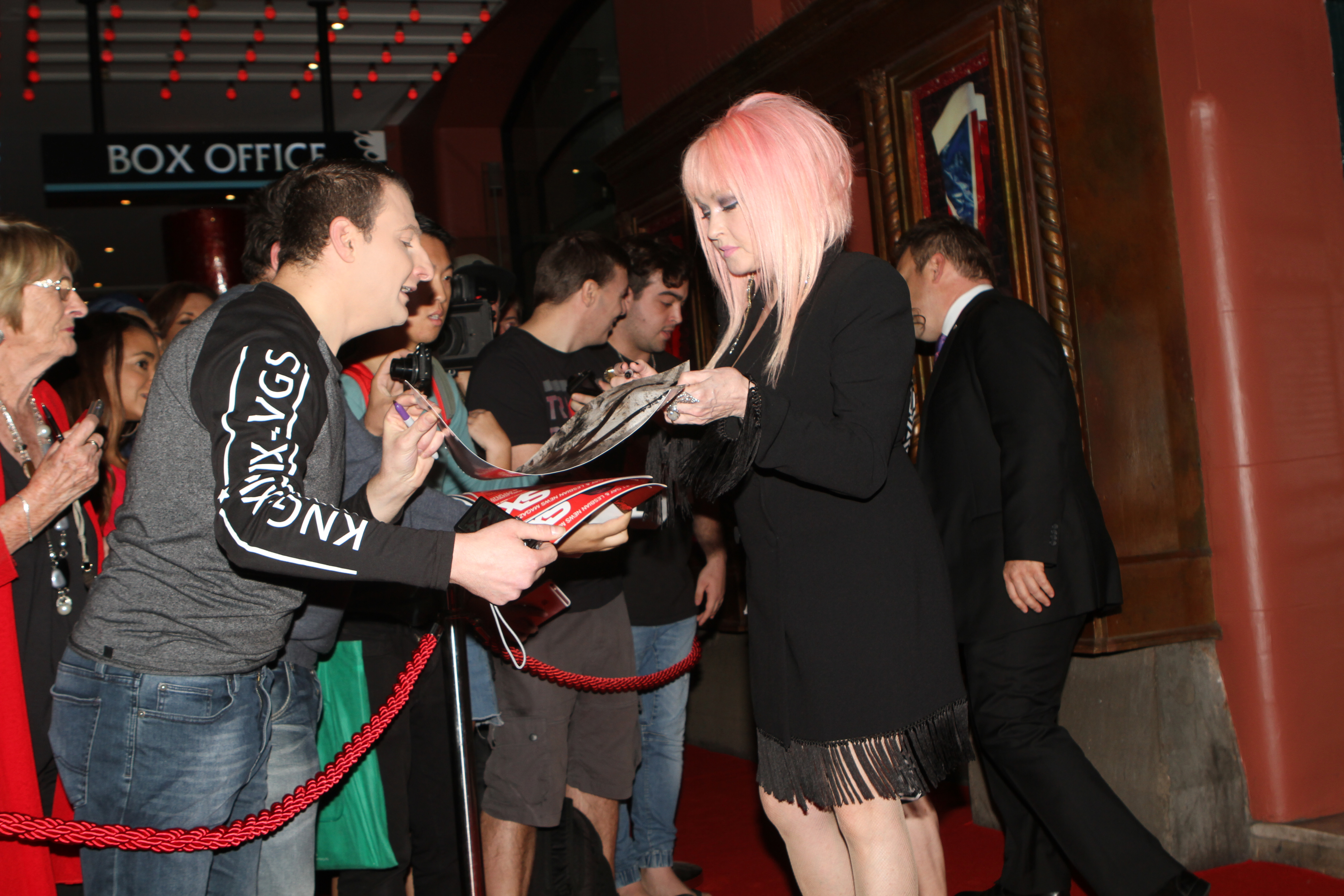
Cyndi Lauper sur le tapis rouge de la première de Kinky Boots à Sydney.

En janvier 2016, Cyndi Lauper annonce qu'elle sortira un nouvel album le 6 mai 2016. Celui-ci, composé de ses interprétations des premiers classiques du country, est intitulé Detour. L'annonce est suivie par la sortie de sa version de 'Heartaches by the Number' de Harlan Howard et une performance sur Skyville Live avec Kelsea Ballerini et Ingrid Michaelson. Le 17 février 2016, elle sort sa reprise de Funnel of Love de Wanda Jackson.
En février 2016, Cyndi Lauper est nommée pour un Olivier Award pour sa contribution à la production britannique de Kinky Boots avec Stephen Oremus, l'homme responsable des arrangements. En janvier 2017, l'album de cette production est aussi nommé pour le Grammy Award du meilleur album de comédie musicale.
En mai 2016, elle est présente sur Swipe to the Right de Electronica 2: The Heart of Noise du musicien français Jean-Michel Jarre. Ce deuxième album du projet Electronica est basé sur des collaborations avec des artistes liés à la musique électronique (Tangerine Dream, Moby, Pet Shop Boys).
Le 15 novembre 2018, il est annoncé qu'elle recevra le prix Icon lors du 13e Women in Music Event de Billboard le 6 décembre à New York. Selon Jason Lipshutz, directeur éditorial de Billboard, « Le monde entier reconnaît le pouvoir de la musique pop de Cyndi Lauper, et tout aussi important, elle a utilisé son indéniable talent pour aller au-delà de la musique, créer un changement positif dans la société moderne et devenir une véritable icône »
En septembre 2019, il est annoncé que Cyndi Lauper jouera aux côtés de Jane Lynch dans la nouvelle série humoristique Netflix décrite comme « une sorte de Golden Girls d'aujourd'hui »,.

## Activisme

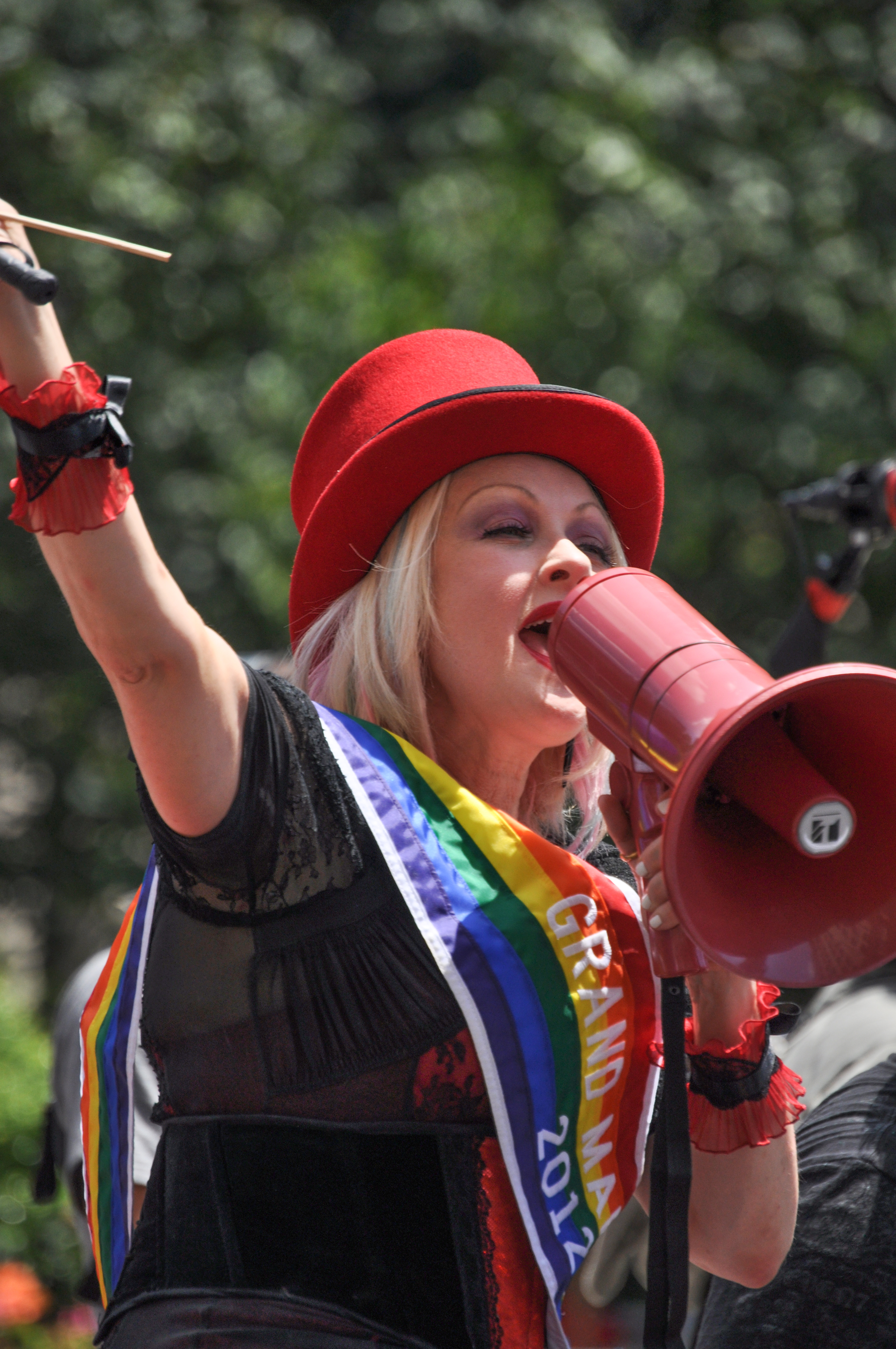
Cyndi Lauper en tant que Grand Marshal de la Marche des fiertés de New York en 2012.

Elle est une défenseur des droits des LGBT tout au long de sa carrière, faisant campagne pour l'égalité à travers divers organismes de bienfaisance et gay pride travers le monde. Elle déclare qu'elle s'est impliquée dans la défense des droits des homosexuels parce que sa sœur Ellen est lesbienne et parce que Cyndi Lauper elle-même est passionnée par l'égalité. Elle cite sa sœur Ellen comme modèle.
Sa chanson Above the Clouds célèbre la mémoire de Matthew Shepard, un jeune homosexuel battu à mort dans le Wyoming. En tant que membre du conseil d'administration de la Fondation Matthew Shepard, Cyndi Lauper consacre une tournée en 2005 à la promotion du message de la fondation.
Elle monte la tournée True Colours for Human Rights aux États-Unis et au Canada en juin 2007. Un dollar de chaque billet est reversé à la Human Rights Campaign, qui plaide pour l'égalité des droits des personnes LGBT. En 2010, Cyndi Lauper lance True Colours United après avoir appris que si 10 % des jeunes Américains s'identifient comme LGBT, jusqu'à 40 % des jeunes sans-abri américains le font. L'organisation œuvre pour mettre fin à l'itinérance chez les jeunes, en se concentrant sur les expériences des jeunes LGBT. Elle crée la True Colours Residence à New York pour les jeunes sans-abri LGBT. L'installation de 30 lits offre un abri temporaire et une aide pour trouver du travail. En avril de la même année, True Colors United lance la campagne Give a Damn, pour aider les personnes hétérosexuelles à s'impliquer davantage dans les droits des LGBT.
En août 2008, elle publie un article intitulé « Hope » dans le Huffington Post, encourageant les Américains à voter pour Barack Obama lors des élections présidentielles.
En décembre 2022, elle donne une représentation devant la Maison-Blanche pour célébrer la promulgation du Respect for Marriage Act (en).
Cyndi Lauper souffre de psoriasis et est ouverte sur sa lutte contre la maladie, apparaissant dans des publicités pour Cosentyx,,.

## Influence
Elle est décrite par Lindsay Planer d'AllMusic comme « une chanteuse iconoclaste qui a révolutionné le rôle des femmes dans le rock and roll ». Au cours de sa carrière de quarante ans, elle influence plusieurs artistes, notamment Katy Perry, Lady Gaga, Vanessa Paradis, Tegan et Sara et Yelle. En raison de son succès et de son influence, Lauper est intronisée au Hollywood and Songwriters Hall of Fame.
Stephen Thomas Erlewine de Spotify note que She's So Unusual et son style reconnaissable « ont aidé à populariser l'image du punk et de la nouvelle vague pour l'Amérique, ce qui en fait une partie acceptable du paysage pop ». Le magazine Rolling Stone déclare que ses débuts sont « sans doute la première fois que des éléments explicitement influencés par le punk étaient au premier plan dans le paysage pop, à la fois musicalement et via les ensembles de style Patrick Lucas de Lauper, habillant la décennie droll Reagan en chutzpah féministe ». L'album se clase 487e sur la liste des 500 plus grands albums de tous les temps de Rolling Stone en 2003. L'album est classé 41e sur la liste de Rolling Stone, « Women Who Rock: The 50 Greatest Albums of All Time » en 2012. Trente ans après sa sortie, l'album a été salué comme « éternel » et comme un « album unique dans la vie d'un artiste ».
Sa couverture emblématique et le ré-arrangement de Girls Just Want to Have Fun l'établissent comme « une idole féministe ». Sheila Moeschen fait valoir que la chanson « incarnait un autre type d'esthétique féminine qui allait à l'encontre de la sensualité brute et de la nervosité de ses contemporains comme Madonna ou les rockers chevronnés Joan Jett et Pat Benatar » qui présente « une nation de femmes d'un nouveau type, celui qui célèbre la différence et encouragé le jeu dans l'expression de soi ». John Rockwell écrit que la chanson est « une attestation joyeuse et optimiste du plaisir féminin qui fait simultanément une déclaration féministe, réalise des fantasmes masculins et — surtout dans sa version vidéo souvent jouée — évoque la chaleur de la famille et des amis ». Le clip remporte le tout premier prix de la meilleure vidéo féminine aux VMA de 1984. Il présente une distribution multiculturelle de femmes avec des ombres à paupières néon, chantant aux côtés de Lauper.
La chanson Time After Time a été reprise par plus de 100 artistes et est no 2 des 100 meilleures chansons des 25 dernières années de Rolling Stone et no 19 des 100 plus grandes chansons des années 1980 de VH1.
She Bop, le troisième single de She's So Unusual entre dans l'histoire en tant que première et seule chanson du top dix à mentionner directement un magazine porno gay. Le single est inclus dans la liste « Filthy Fifteen » du PMRC et reçoit l'autocollant Parental advisory qui marque les enregistrements jugés inappropriés pour les jeunes auditeurs. Dans leur rétrospective de 1984, Rolling Stone classe She Bop comme la 36e meilleure chanson de l'année, la louant pour son caractère ludique inhabituel en matière de sexualité.
Sa chanson True Colours est un hymne LGBT, d'après lequel True Colours United, qui défend les jeunes LGBT fugitifs et sans abri, est nommé.

## Tournées
- Fun Tour (1983-84)
- True Colors World Tour (1986-87)
- A Night to Remember World Tour (1989)
- Hat Full of Stars Tour (1993-94)
- Twelve Deadly Cyns World Tour (1994-95)
- Sisters of Avalon Tour (1996-97)
- Summer Tour '99 (1999)
- Shine Tour (2001-03)
- At Last Tour (2003-04)
- The Body Acoustic Tour (2005-06)
- Bring Ya to the Brink Tour (2008)
- Memphis Blues Tour (2010-11)
- Japan Tour (2012)
- She's So Unusual: 30th Anniversary Tour (2013-2014)
- Detour Tour (2016)
- Girls Just Wanna Have Fun Farewell Tour (2024-2025)

## Discographie

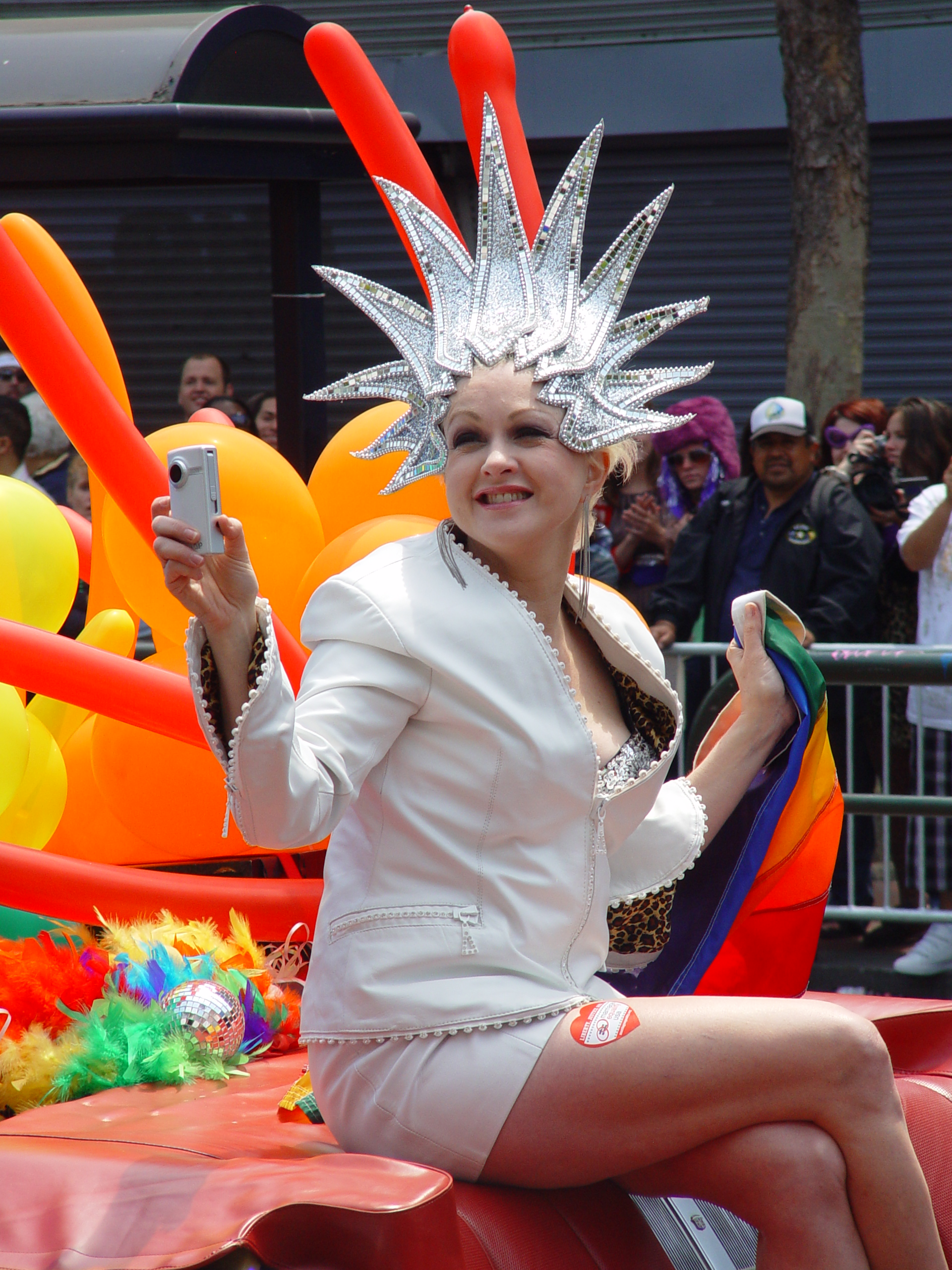
Cyndi Lauper lors de la cérémonie de clôture des VIIe Gay Games au Wrigley Field de Chicago en 2008.

### Blue Angel
- 1980 : Blue Angel

### Participations
- 1985 : The Wrestling Album - Artistes Variés - Chant sur Captain Lou's History Of Music/Captain Lou
- 1985 : We Are The World - Single de USA For Africa - Avec Michael Jackson, Bob Geldof, Daryl Hall, John Oates, Dan Aykroyd, etc
- 1990 : The Wall Live in Berlin de Roger Waters - Chant sur Another Brick in the Wall Part 2
- 1991 : Give Peace A Chance - Single Artistes Variés Incluant Alannah Myles, Dweezil Zappa, Iggy Pop, Peter Gabriel, etc
- 2001 : Zero Landmine de N.M.L. No More Landmine - Avec Ryuichi Sakamoto, David Sylvian, Brian Eno, etc
- 2012 : Dee Does Broadway de Dee Snider - Chant sur Big Spender
- 2016 : Electronica 2: The Heart of Noise de Jean-Michel Jarre - Chant sur Swipe to the right

## Filmographie
Sauf indication contraire, les informations mentionnées dans cette section peuvent être confirmées par la base de données cinématographiques IMDb,  présente dans la section « Liens externes ».
| Cinéma et télévision | Cinéma et télévision                            | Cinéma et télévision   | Cinéma et télévision                                                                                  |
| Année                | Titre                                           | Rôle                   | Commentaires                                                                                          |
| -------------------- | ----------------------------------------------- | ---------------------- | --- |
| 1984                 | Prime Cuts                                      | Elle-même              | Apparition                                                                                            |
| 1985                 | Les Goonies                                     | Elle-même              | Apparition vidéo musicale[pas clair]                                                                  |
| 1988                 | Enquête en tête                                 | Sylvia Pickel          | Rôle principal                                                                                        |
| 1990                 | Mother Goose Rock 'n' Rhyme                     | Mary                   | Second rôle                                                                                           |
| 1991                 | Off and Running                                 | Cyd Morse              | Rôle principal                                                                                        |
| 1993                 | Graine de star                                  | Geena Briganti         | Rôle principal                                                                                        |
| 1993-1999            | Dingue de toi                                   | Marianne Lugasso       | Second rôle                                                                                           |
| 1994                 | Mrs Parker et le Cercle vicieux                 | Invitée au pique-nique | Non créditée                                                                                          |
| 1996                 | Sesame Street Elmocize                          | Elle-même              | Vidéofilm                                                                                             |
| 1999                 | Happily Ever After: Fairy Tales for Every Child | Pidge (voix)           | Saison 3, épisode 5                                                                                   |
| 2000                 | Les Opportunistes                               | Sally Mahon            | Apparition                                                                                            |
| 2000                 | Christmas Dream                                 | —                      | Apparition                                                                                            |
| 2004                 | Les Héros d'Higglyville                         | Opératrice             | Apparition (saison 1, épisode 6)                                                                      |
| 2005                 | Queer as Folk                                   | Elle-même              | Apparition (saison 5, épisode 10)                                                                     |
| 2005                 | Phénomène Raven                                 | Ms. Petuto             | Apparition (saison 3, épisode 13)                                                                     |
| 2008                 | Gossip Girl                                     | Elle-même              | Apparition (saison 2, épisode 10)                                                                     |
| 2009                 | Here and There                                  | Rose                   | Rôle principal                                                                                        |
| 2009                 | Section B                                       | Betty                  | Rôle principal                                                                                        |
| 2009                 | 30 Rock                                         | Elle-même              | Apparition (saison 3, épisode 22)                                                                     |
| 2010-2017            | Bones                                           | Avalon Harmonia        | Apparitions (saison 5, épisode 1 ; saison 8, épisode 9 ; saison 9, épisode 6 ; saison 10, épisode 11) |
| 2010-2017            | The Celebrity Apprentice                        | Elle-même              | Candidate (saison 3)                                                                                  |
| 2012                 | Happily Divorced                                | Kiki                   | Apparition (saison 2, épisode 17)                                                                     |
| 2012                 | Bob's Burgers                                   | Taffy Butts (voix)     | Apparition (saison 2, épisode 1)                                                                      |
| 2013 -               | Cyndi Lauper: Still So Unusual                  | Elle-même              | Émission de téléréalité                                                                               |
| 2018                 | Magnum                                          | Vanessa Nero           | Apparition (saison 1, épisode 5)                                                                      |

## Distinctions
Sauf indication contraire, les informations mentionnées dans cette section peuvent être confirmées par la base de données cinématographiques IMDb,  présente dans la section « Liens externes ».

### Récompenses
- Grammy Awards 1985 : meilleur nouvel artiste
- MTV Video Music Awards 1994 : meilleure vidéo féminine pour Girls Just Want to Have Fun
- Emmy Awards 1995 : meilleure actrice dans un second rôle dans une série télévisée comique pour Dingue de toi
- Tony Awards 2013 : meilleure partition originale pour Kinky Boots[4]
- Grammy Awards 2014 : meilleur album de comédie musicale pour Kinky Boots

### Nominations
- Grammy Awards 1985[6] :
  - Album de l'année pour She's So Unusual
  - Chanson de l'année pour Time After Time
  - Enregistrement de l'année pour Girls Just Want to Have Fun
  - Meilleure chanteuse pop pour Girls Just Want to Have Fun
  - Meilleure chanteuse rock pour Girls Just Want to Have Fun
- Grammy Awards 1986 : meilleure chanteuse rock pour What a Thrill[6]
- Grammy Awards 1987[6] :
  - Meilleure chanteuse pop pour True Colors
  - Meilleure chanteuse rock pour 911
- Grammy Awards 1988 : meilleure vidéo musicale pour Cyndi Lauper in Paris[6]
- Grammy Awards 1990 : meilleure chanteuse rock pour I Drove All Night[6]
- Primetime Emmy Awards 1994 : meilleure actrice dans un second rôle dans une série télévisée comique pour Dingue de toi
- MTV Video Music Awards 1984 :
  - Vidéo de l'année pour Girls Just Want to Have Fun
  - Meilleur nouvel artiste
  - meilleur concept vidéo pour Girls Just Want to Have Fun
  - Viewer's Choice pour Girls Just Want to Have Fun
  - Meilleure performance pour Girls Just Want to Have Fun
  - Meilleure vidéo féminine pour Time After Time
- Grammy Awards 1999 : meilleur enregistrement dance pour Disco Inferno
- Grammy Awards 2005 : meilleur arrangement, instrumental et vocal pour Unchained Melody[6]
- Grammy Awards 2009 : meilleur album de dance/musique électronique pour Bring Ya to the Brink
- Grammy Awards 2011 : meilleur album de blues traditionnel pour Memphis Blues[6]
- Annie Awards 2015 : meilleur doublage dans une production animée pour Henry & Me
- Grammy Awards 2017 : meilleur album de comédie musicale pour Kinky Boots[6]
- Tony Awards 2018 : meilleure partition originale pour SpongeBob SquarePants
- The Queerties 2020 : Straight Best Friend[Quoi ?]